# Хань Чжэн
Хань Чжэн (кит. упр. 韩正, пиньинь Hán Zhèng; род. 22 апреля 1954, Шанхай) — китайский политический и государственный деятель, заместитель председателя Китайской Народной Республики с 10 марта 2023 года.
Ранее член посткома Политбюро ЦК КПК (2017—2022), 1-й по рангу заместитель Премьера Государственного совета Китайской Народной Республики (2018—2023).
Член Политбюро ЦК КПК (2012—2022), член ЦК с 2002 года. Глава Шанхайского горкома КПК (2012—2017; и. о. в 2006—2007), мэр Шанхая (2003—2012, вице-мэр с 1998).
Член КПК с мая 1979 года, член ЦК КПК 16-17 созывов, член Политбюро ЦК КПК 18 созыва, член Посткома Политбюро ЦК КПК 19-го созыва.
Являлся высшим должностным лицом, ответственным за дела в Гонконге и Макао. Его причисляют к членам т. н. Шанхайской клики.

## Биография

### Ранние годы
По национальности ханец.
В 1983—1985 гг. студент младшего колледжа Фуданьского университета, в 1985—1987 гг. получил политобразование на факультете политологии вечернего колледжа Восточно-китайского педуниверситета в Шанхае.
Степень магистра по экономике получил в Институте международных исследований Восточно-китайского педуниверситета в Шанхае, где обучался международным отношениям и мировой экономике в 1991—1994 гг.
Трудовую деятельность начал в декабре 1975 года, занимался комсомольской работой.
В 1982—1986 глава комитета комсомола Шанхайского бюро химпромышленности.
В 1986—1987 замглавы парткома Шанхайской школы химинженерии. В 1987—1990 глава парткомов на шанхайских заводах.

### Политическая карьера в Шанхае

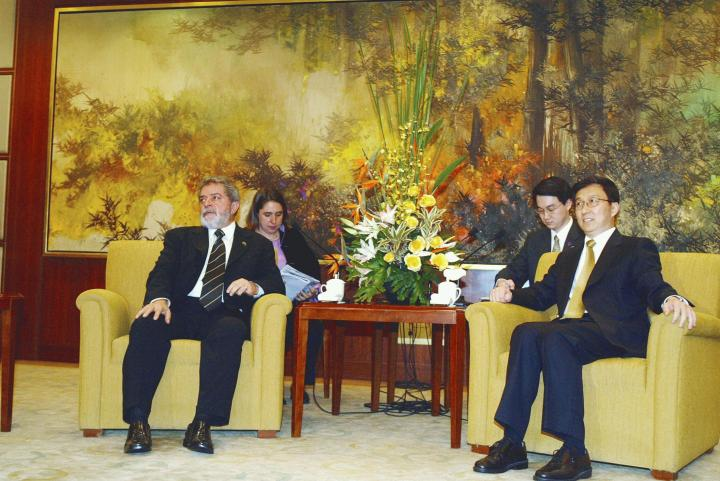
Встреча с Президентом Бразилии Л. Силвой, 27 мая 2004 года

C 1990 замглавы, в 1991—1992 годах глава шанхайского комсомола. С 1992 и. о., в 1993—1995 гг. глава Луваньского района Шанхая.
В 1995—1998 замгенсека мэрии Шанхая. С 1998 года вице-мэр, в 2003—2012 годах мэр города Шанхай. Стал мэром в 48 лет.
В 2006—2007 годах одновременно и. о. главы Шанхайского горкома КПК. Был исполнительным директором оргкомитета Shanghai World Expo 2010.
С ноября 2012 года глава Шанхайского горкома КПК.
Отмечают, что его назначение главой горкома обозначило преобладание Цзян Цзэминя, обеспечившего его продвижение. «Типичный представитель „Шанхайской группировки“, провел всю сознательную жизнь на различных постах в финансовой столице страны. Он прославился как умелый аппаратчик, выживавший на высоких постах после скандалов, которые многим стоили бы карьеры. В период пребывания на высоких постах в городе (сначала мэра, потом — главы горкома) он жестко контролировал всю местную прессу и тратил много сил на выстраивание отношений с другими руководителями провинций. Эксперты описывают его как блестящего менеджера, который превыше всего ценит стабильность и управляемость системы».

### Первый вице-премьер Государственного совета КНР

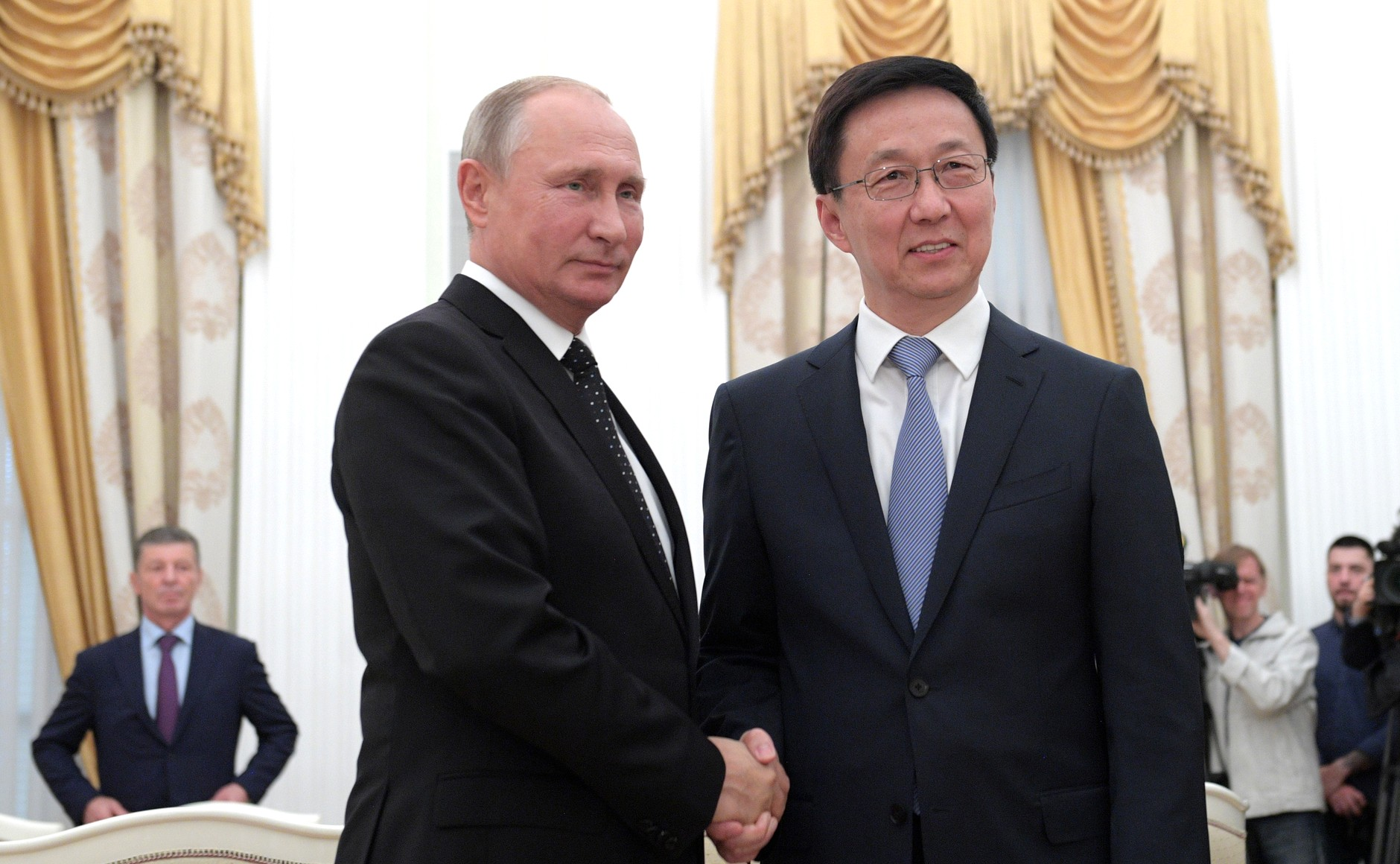
Встреча с Президентом России Владимиром Путиным, 18 сентября 2018 года

1-й по рангу заместитель Премьера Государственного совета Китайской Народной Республики с 19 марта 2018 года по 11 марта 2023 года. Параллельно он занял должность Лидера Центральной руководящей группы по делам Гонконга и Макао в апреле 2018 года.
В марте 2021 года Хан заявил, что избирательная реформа в Гонконге, призванная уменьшить власть окружных советников и увеличить власть избирательной комиссии, проводится для «предотвращения подрывной деятельности».
Некоторые аналитики считали возможным или даже вероятным его преемничество премьеру Ли Кэцяну, однако по итогам 20 съезда партии в октябре 2022 года Хань Чжэн не вошёл в состав нового ЦК.

### Заместитель председателя КНР
10 марта 2023 года принёс присягу на верность Конституции КНР в должности Заместителя председателя Китайской Народной Республики.
Участвовал в прениях на 78 генеральной ассамблее ООН.